# Tripteroides coonorensis
Tripteroides coonorensis är en tvåvingeart som beskrevs av Mattingly 1981. Tripteroides coonorensis ingår i släktet Tripteroides och familjen stickmyggor. Inga underarter finns listade i Catalogue of Life.